# جانيت جاينور
جانيت جاينور (بالإنجليزية: Janet Gaynor) (مواليد 6 أكتوبر 1906 - الوفاة 14 سبتمبر 1984) هي ممثلة أمريكية بدأت مسيرتها الفنية عام 1924. كما أنها من الفائزات بجوائز الأوسكار.

## حياتها المبكرة
ولدت لورا أوغستا جاينور في جيرمانتاون – فيلادلفيا، وكانت أصغر بنات لورا بوهل وفرانك دي ويت جاينور. عمل والدها فرانك كرسام مسرحي، وعندما كانت جاينور صغيرة بدأ والدها بتعليمها الغناء والرقص وأداء الألعاب البهلوانية. بدأت بالتمثيل في المسرحيات المدرسية عندما كانت لا تزال طفلة في فيلادلفيا. انتقلت جاينور مع أمها وأختها إلى شيكاغو في عام 1914 بعد طلاق والديها. تزوجت والدتها من الكهربائي هاري جونز، وانتقلت العائلة لاحقاً نحو الغرب إلى سان فرانسيسكو.
تخرجت جاينور من المدرسة الثانوية للفنون التطبيقية في سان فرانسيسكو في عام 1923، وأمضت العطلة الشتوية في ملبورن - فلوريدا حيث عملت في المسرح، وعند عودتها إلى سان فرانسيسكو انتقلت مع والدتها وزوج والدتها إلى لوس أنجلوس ليكون باستطاعتها ممارسة مهنة التمثيل. التحقت بمدرسة هوليوود للتمثيل، وكان تعمل في متجر للأحذية لتغطية نفقات الدراسة. استمرت والدتها وزوج والدتها في تشجيعها على التمثيل، وقامت بجولات في الاستوديوهات برفقة زوج أمها للعثور على عمل سينمائي. حصلت جاينور على أول دور لها في التمثيل الاحترافي في 26 ديسمبر 1924، كممثلة مساعدة في الفيلم الكوميدي القصير هال روش. فتح ذلك لها الباب إلى لعب المزيد من الأدوار في أفلام روائية قصيرة وفي النهاية تعاقدت مع شركة يونيفرسال مقابل 50 دولاراً في الأسبوع، وبعد ستة أسابيع من عملها مع شركة يونيفرسال قدمت لها شركة فوكس عرضاً لتمثيل دور ثانوي في فيلم ذا جونستون فوود (1926). لفت أدائها في الفيلم انتباه المدراء التنفيذيين في شركة فوكس، فوقعت الشركة معها عقداً مدته خمس سنوات، وبدأت بتمثيل أدوار رئيسية. وفي وقتٍ لاحق من ذلك العام اختيرت جانيور كواحدة من أبرز النجمات الصاعدات من قبل منظمة WAMPAS مع نخبة من الممثلات مثل جوان كراوفورد ودولوريس ديل ريو وماري أستور وغيرهم.

## مسيرتها المهنية
أصبحت جانيور واحدةً من أبرز نجمات هوليود بحلول عام 1927، وظهرت دوماً بصورة الشابة الجميلة البريئة، واشتهرت بتمثيل أدوارها بعمق وحساسية. تقاسمت بطولة فيلم السماء السابعة مع النجم تشارلز فاريل، ليكون بذلك الأول من بين 12 فيلماً مشتركاً بين النجمين، ومن أبرز أفلامها في هذه الفترة أيضاً صن رايز من إخراج مورناو، وستريت آنجل بالاشتراك مع تشارلز فاريل أيضاً، وحصلت على أول جائزة أوسكار لها كأفضل ممثلة في عام 1929، وقد منحت الجائزة في ذلك العام عن الأداء التمثيلي في أدوار متعددة وليس عن دورٍ واحد وهو الأمر الذي ألغي بعد ثلاث سنوات وفق القوانين الجديدة لأكاديمية الفنون والعلوم. كانت جاينور في ذلك الوقت أصغر ممثلة تفوز بجائزة الأوسكار وهي بعمر الثانية والعشرين، وقد بقي هذا الرقم القياسي باسمها حتى عام 1986 حين فازت الممثلة مارلي ماتلين الباغلة من العمر واحداً وعشرين عاماً بأوسكار أفضل ممثلة عن دورها في فيلم تشيلدرين أوف ذا ليزر غود.
كانت جاينور واحدةً من الممثلات القليلات اللواتي حققن انتقالاً ناجحاً من الأفلام الصامتة إلى الأفلام الصوتية، ففي عام 1929 مثلت مع تشارلز فاريل الفيلم الموسيقي صاني سايد أب. أصبحت جاينور بحلول أوائل ثلاثينيات القرن الماضي واحدةً من أكثر الممثلات شعبيةً في شركة فوكس، ومن أكثر الممثلات اللواتي حققن مردوداً في شباك التذاكر في هوليوود. تنافست جاينور مع الممثلة الشهيرة ماري دريسلر بين أعوام 1931 – 1932 على المرتبة الأولى في شباك التذاكر، وبعد وفاة دريسلر في عام 1934 احتلت جاينور المرتبة الأولى دون أي منافس.

## روابط خارجية
- جانيت جاينور على موقع IMDb (الإنجليزية)
- جانيت جاينور على موقع الموسوعة البريطانية (الإنجليزية)
- جانيت جاينور على موقع روتن توميتوز (الإنجليزية)
- جانيت جاينور على موقع ألو سيني (الفرنسية)
- جانيت جاينور على موقع ميوزك برينز (الإنجليزية)
- جانيت جاينور على موقع تيرنر كلاسيك موفيز (الإنجليزية)
- جانيت جاينور على موقع أول موفي (الإنجليزية)
- جانيت جاينور على موقع قاعدة بيانات برودواي على الإنترنت (الإنجليزية)
- جانيت جاينور على موقع قاعدة بيانات الأفلام السويدية (السويدية)
- جانيت جاينور على موقع إن إن دي بي (الإنجليزية)